# Iniciační rituál

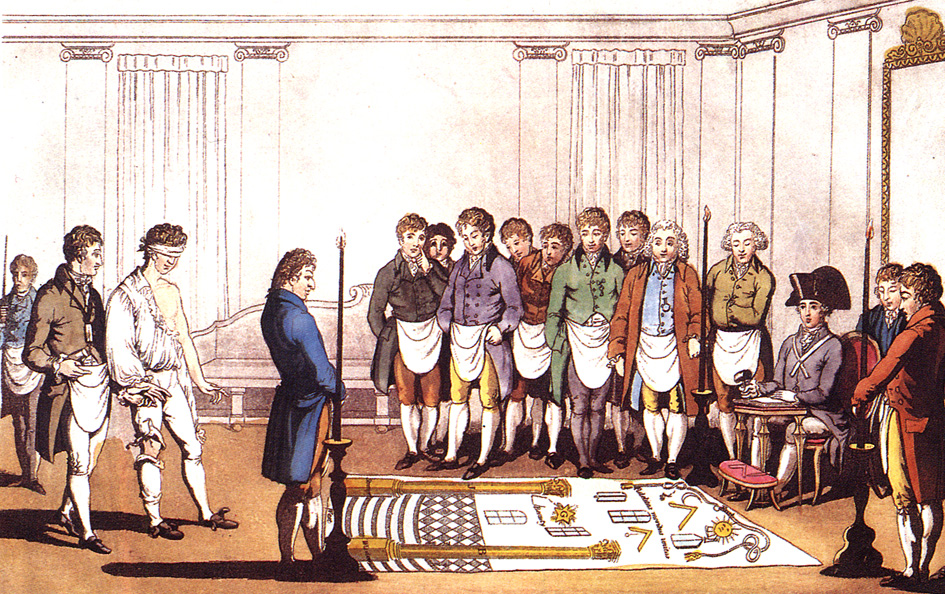
Zasvěcení „hledajícího“ u svobodných zednářů
1745, Francie

Iniciační rituál (slovo iniciační pochází z latinského initium začátek) představuje rituální uvedení jednotlivce či čekatele do společenství či do určitého životního stavu, ať již společenského, či náboženského, např. dítěte v muže, pasování na rytíře, obřízka coby přijetí do společenství Izraele, katechumena v křesťana.

## Iniciační rituály kmenových společenství
Iniciační rituály v nejrozmanitější podobě patří k základnímu typu rituálů mnohých kmenových společenství (např. Goachirové, Himbové a různé šamanské kultury). I u kmenových náboženství, například v Africe, je rozšířena obřízka, a to v některých případech i u dívek (tuto praxi dlouhodobě kritizuje OSN).

## Iniciace v buddhismu

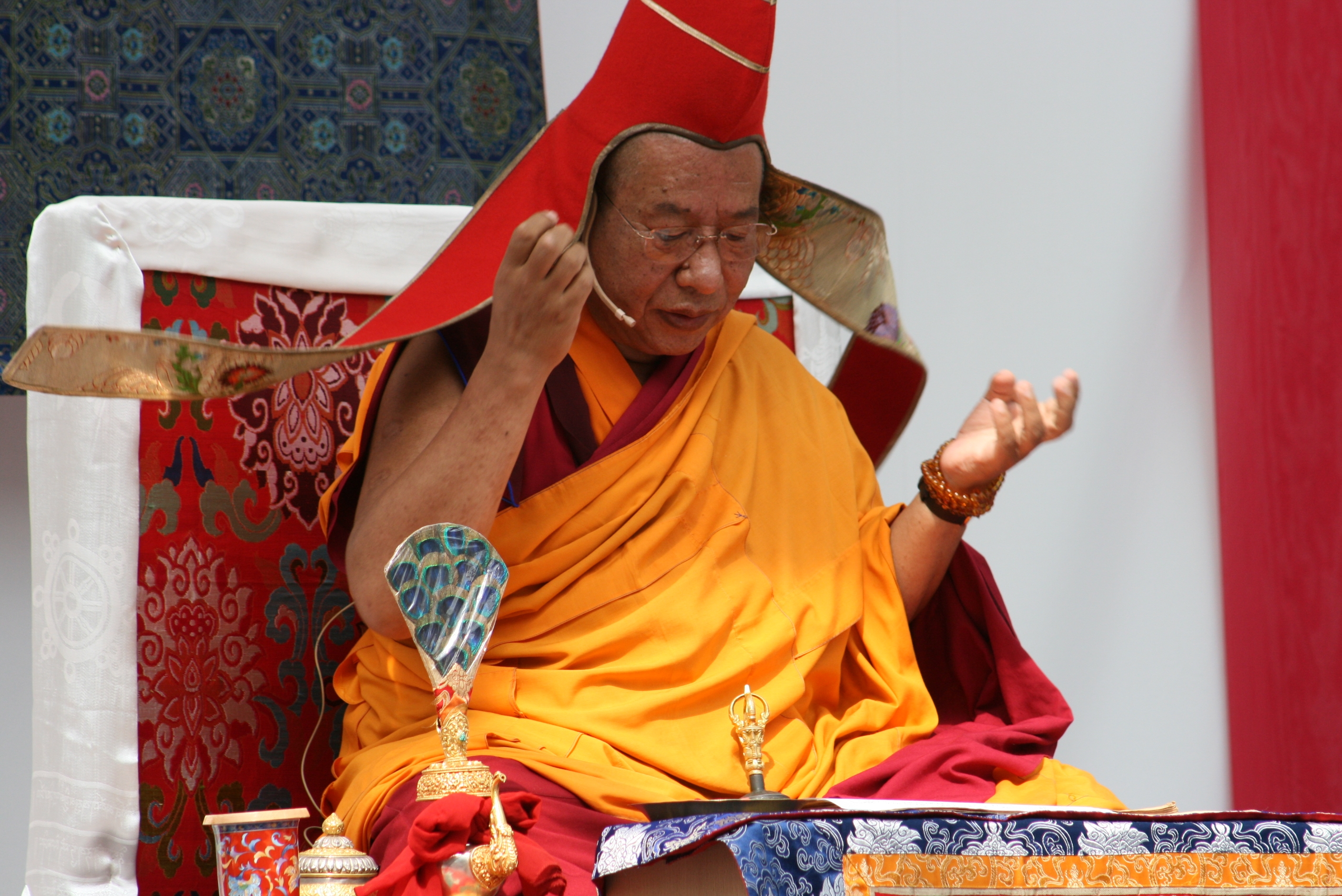
Šerab Gjalcchän rinpočhe při iniciaci

Buddhismus Diamantové cesty také používá pojem „iniciace“ (tibetsky wang; v sanskrtu abhišéka) a vyjadřuje jím zasvěcení nebo zmocnění. Jde o obřad, při kterém je praktikující buddhista uveden do energetického pole určitého buddhovského aspektu. Může být předána jako požehnání (tib. Dženang) nebo na počátku praxe na jidam, (tib. khawang).
Pro kompletní přenos zmocnění z učitele na žáka je třeba, aby žák obdržel také lung – čtení textu, a thri – ústní pokyny, jak tento text používat. Tyto metody jsou předávány pouze vysokými a zkušenými lámy a mají své nezanedbatelné místo a vliv na rozvoj uvědomění praktikujícího buddhisty vadžrajány.[zdroj?]

## Křesťanské iniciační rituály
Mezi křesťanské iniciační rituály patří zejména křest, biřmování, manželství a kněžské svěcení. Jednotlivé rituály spolu souvisejí, například křest je předpokladem k provádění dalších náboženských rituálů jak u katolické církve, tak církve pravoslavné. Teologicky totiž spolu úzce souvisejí jejich účinky: odpuštění hříchů a přijetí do společenství církve (křest), je předpokladem k obdržení daru Ducha svatého (biřmování) a účasti na Kristově těle, tj. i na církvi (eucharistie).

### Křest
Křest je hlavním iniciačním rituálem křesťanského náboženství. Objevuje se už v Novém zákoně Bible. Původní rituál byl zaměřen na dospělé lidi. Kolem 6. stol. se zjednodušila volba kandidátů, křtěny začaly být také děti. Původní pokyny ke křtu se postupem času měnily. Ve 14. stol. se změnila forma samotného křtu z původního ponořovaní do tekoucí studené vody na pouhé polévání. Tridentská reforma učinila závazný křest dětí, který do té doby mohl být v dospělosti odvolán nebo obnoven. Až v moderních dějinách (1962) došlo k obnovení křtu dospělých.
Křtění dětí se v historii často setkává s rozdílnými náhledy. Objevují se časté rozpory mezi názory, zda je nutné křtít děti už v raném věku nebo nechat rozhodnutí, zda budou pokřtěny, na nich samotných. Z tradice vzešlé z bible se doporučuje křest dětí, aby měly už od narození možnost být přijati do božího království a nepodléhaly prvotnímu hříchu. Proti tomuto názoru se však vyhraňuje východní církev, podle které je lepší, když člověk přistoupí ke křtu v dospělosti na základě vlastní vůle. I přes tento fakt byl ale křest dětí velmi rozšířen, protože být křesťanem se považovalo za nejlepší východisko pro posmrtný život.
Příprava na křest se nazývá katecheze. Vyjadřuje proces přípravy katechumena, což je dospělá osoba připravující se na křest. Učitel zvaný katecheta vyučuje náboženské znalosti a potřebné přípravy pro provedení křtu. Takováto forma přípravy přijetí křtu se používala do 4.-5. stol. n. l. dokud se nezačala křtít batolata. Katechumen zůstal pouze jako označení křtěné dospělé osoby a katecheta je v přeneseném slova smyslu učitel náboženství pro školní mládež.

### Biřmování
Svátost biřmování se provádí v dospělosti. Nemá stejnou funkci jako křest, je jen potvrzením dřívějšího přijetí křtu a toho, že věřící zůstává věrný své víře. Biřmování provádí pouze biskup, výjimečně papežem pověřený kněz. Provádí se pokládáním rukou na biřmovaného. 

### Svěcení
Svěcení má povahu iniciačního rituálu. Podle křesťanské teologie člověk, který se rozhodl následovat příkladu Krista, přijímá svěcení a stává se „apoštolem“. Kněžské svěcení se dělí na tři stupně s vlastními podmínkami.
Jáhen je svěcen biskupem a připojuje se tak k církvi jako pomocník kněží a biskupů. U jáhnů je výjimka, že mohou být ženatí, ale měli by být starší třiadvaceti let.
Kněz je podřízen biskupovi a ten provádí jeho svěcení. Podmínky k vysvěcení jsou přísnější než u jáhnů. Kněz musí být starší 25 let, nesmí být ženatý a nejméně půl roku musí sloužit jako jáhen. Ke kněžskému svěcení jsou vyžadovány následující vlastnosti adeptů: svoboda od jakéhokoli nucení, neporušená víra, správný úmysl, náležité znalosti, dobrá pověst, mravní bezúhonnost, osvědčené ctnosti, tělesné a duševní vlastnosti vhodné pro přijetí svěcení.
Nejvyšší úroveň svěcení je svěcení biskupské, které provádí jiný biskup a potvrzují ho všichni příslušní kněží. Pro biskupské svěcení se vyžaduje věk minimálně 35 let a nejméně pět let ve funkci kněze. Ostatní podmínky jsou stejné jako pro svěcení kněžské.

### Manželství
Uzavření svátosti manželství je v křesťanském pojetí iniciační rituál slučující dva lidi v manželský pár. Zároveň je toto spojení v manželství i smlouva s Bohem.
Nejběžnější sekulární svatební obřady v Evropě a Americe do značné míry vycházejí z křesťanských forem.

### Exkomunikace
Exkomunikace je též iniciačním rituálem, i když se nejedná o vstoupení do církve, ale naopak vystoupení z ní, ovšem ne dobrovolné. Exkomunikace je vyloučení ze strany církevních hodnostářů z důvodu porušení některých církevních pravidel. Ve středověku byla brána jako jeden z nejhorších trestů, výsledkem blížící se sociální smrti. Viníkovi je zakázáno účastnit se všech církevních úkonů, ale nejsou mu odepřeny liturgické úkony v nebezpečí smrti. Exkomunikace může být ukončena absolucí (rozhřešením).

## Státní iniciační rituály
V některých komunistických zemích jako alternativa k náboženským obřadům vzniklo tzv. vítání občánků, kdy stát vítá nového občana. V Sovětském svazu nějakou dobu existovaly také tzv. okťabriny.